# Ginástica rítmica nos Jogos Olímpicos de Verão de 2024 - Grupos
O evento de grupos da ginástica rítmica nos Jogos Olímpicos de Verão de 2024 foi realizada na Porte de La Chapelle Arena em Paris, França, em 9 e 10 de agosto de 2024. Um total de 70 ginastas de 14 Comitês Olímpicos Nacionais (CON) participaram do evento.

## Qualificação
Cada CON poderia inscrever uma equipe qualificada. Um total de 14 vagas de cota foram alocadas para a competição de grupos da ginástica rítmica.
As três primeiras equipes se classificaram através do Campeonato Mundial de Ginástica Rítmica de 2022. Outras cinco equipes se classificaram no Campeonato Mundial de Ginástica Rítmica de 2023. Como a equipe do país anfitrião se classificou no evento, sua vaga foi realocada para a próxima equipe melhor classificada no mundial de 2023. As cinco vagas seguintes vieram de cada um dos cinco campeonatos continentais.

## Formato
A competição consiste em uma rodada classificatória e uma rodada final. As oito melhores equipes nas classificatórias avançam para a final. Em cada rodada, as equipes realizam duas rotinas (uma com 5 arcos e uma com 3 fitas e 2 bolas), com as pontuações somadas para dar um total.

## Calendário
Horário local (UTC+2)
| Data         | Horário | Fase             |
| ------------ | ------- | ---------------- |
| 9 de agosto  | 10:00   | Classificatórias |
| 10 de agosto | 14:00   | Final            |

## Medalhistas
|  | CHN China                                                    |  | ISR Israel                                                            |  | ITA Itália                                                                      |
|  | Guo Qiqi Hao Ting Huang Zhangjiayang Wang Lanjing Ding Xinyi |  | Ofir Shaham Diana Svertsov Adar Friedmann Romi Paritzki Shani Bakanov |  | Alessia Maurelli Martina Centofanti Agnese Duranti Daniela Mogurean Laura Paris |

## Resultados

### Classificatórias
As oito equipes com as maiores pontuações se classificam para a final. A maior pontuação em cada rotina está em negrito.
| Pos. | Equipe | 5           | 3 + 2       | Total  | Notas |
| ---- | --- | ----------- | ----------- | ------ | ----- |
| 1    | BUL Bulgária Kamelia Petrova Sofia Ivanova Rachel Stoyanov Magdalina Minevska Margarita Vasileva                  | 37.700 (2)  | 32.700 (2)  | 70.400 | Q     |
| 2    | ITA Itália Alessia Maurelli Martina Centofanti Agnese Duranti Daniela Mogurean Laura Paris                        | 38.200 (1)  | 31.150 (6)  | 69.350 | Q     |
| 3    | UKR Ucrânia Diana Baieva Alina Melnyk Mariia Vysochanska Valeriia Peremeta Kira Shyrykina                         | 35.450 (6)  | 33.500 (1)  | 68.950 | Q     |
| 4    | FRA França Aïnhoa Dot-Espinosa Manelle Inaho Célia Joseph-Noël Justine Lavit Lozéa Vilarino                       | 36.600 (3)  | 32.200 (4)  | 68.800 | Q     |
| 5    | CHN China Guo Qiqi Hao Ting Huang Zhangjiayang Wang Lanjing Ding Xinyi                                            | 35.500 (5)  | 32.400 (3)  | 67.900 | Q     |
| 6    | ISR Israel Ofir Shaham Diana Svertsov Adar Friedmann Romi Paritzki Shani Bakanov                                  | 35.250 (7)  | 31.900 (5)  | 67.150 | Q     |
| 7    | UZB Uzbequistão Evelina Atalyants Shakhzoda Ibragimova Mumtozabonu Iskhokzoda Amaliya Mamedova Irodakhon Sadikova | 33.550 (10) | 30.450 (7)  | 64.000 | Q     |
| 8    | AZE Azerbaijão Gullu Aghalarzade Laman Alimuradova Zeynab Hummatova Yelyzaveta Luzan Darya Sorokina               | 33.850 (8)  | 28.150 (9)  | 62.000 | Q     |
| 9    | BRA Brasil Maria Eduarda Arakaki Victória Borges Déborah Medrado Sofia Pereira Nicole Pircio                      | 35.950 (4)  | 24.950 (13) | 60.900 | R1    |
| 10   | ESP Espanha Ana Arnau Inés Bergua Mireia Martínez Patricia Pérez Salma Solaun                                     | 30.400 (13) | 30.000 (8)  | 60.400 | R2    |
| 11   | AUS Austrália Saskia Broedelet Emmanouela Frroku Lidiia Iakovleva Phoebe Learmont Jessica Weintraub               | 31.400 (11) | 27.05 (11)  | 58.450 |       |
| 12   | MEX México Dalia Alcocer Sofía Flores Julia Gutiérrez Kimberly Salazar Adirem Tejeda                              | 29.700 (14) | 27.800 (10) | 57.500 |       |
| 13   | GER Alemanha Anja Kosan Daniella Kromm Alina Oganesyan Hannah Vester Emilia Wickert                               | 33.700 (9)  | 23.650 (14) | 57.350 |       |
| 14   | EGY Egito Lamar Behairi Johara Eldeeb Farida Hussein Abeer Ramadan Amina Sobeih                                   | 30.850 (12) | 25.050 (12) | 55.900 |       |

### Final
As equipes com as melhores pontuações após as quatro rotinas conquistam as medalhas. A maior pontuação em cada rotina está em negrito.

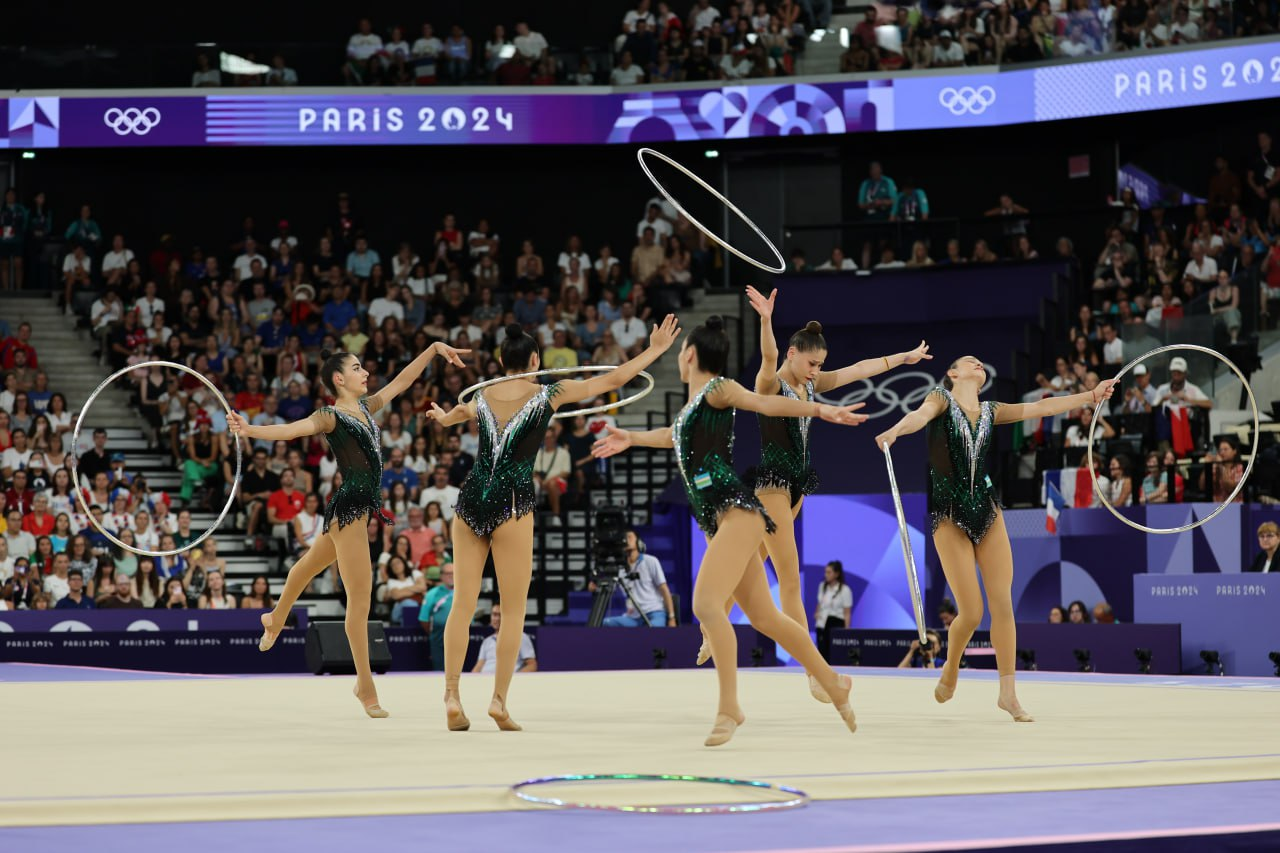
Equipe do Uzbequistão durante a rotina nos 5 arcos

| Pos.              | Equipe | 5          | 3 + 2      | Total  |
| ----------------- | --- | ---------- | ---------- | ------ |
| Medalha de ouro   | CHN China Guo Qiqi Hao Ting Huang Zhangjiayang Wang Lanjing Ding Xinyi                                            | 36.950 (1) | 32.850 (3) | 69.800 |
| Medalha de prata  | ISR Israel Ofir Shaham Diana Svertsov Adar Friedmann Romi Paritzki Shani Bakanov                                  | 35.600 (5) | 33.250 (2) | 68.850 |
| Medalha de bronze | ITA Itália Alessia Maurelli Martina Centofanti Agnese Duranti Daniela Mogurean Laura Paris                        | 36.100 (3) | 32.000 (4) | 68.100 |
| 4                 | BUL Bulgária Kamelia Petrova Sofia Ivanova Rachel Stoyanov Magdalina Minevska Margarita Vasileva                  | 34.100 (7) | 33.700 (1) | 67.800 |
| 5                 | AZE Azerbaijão Gullu Aghalarzade Laman Alimuradova Zeynab Hummatova Yelyzaveta Luzan Darya Sorokina               | 34.850 (6) | 31.600 (5) | 66.450 |
| 6                 | FRA França Aïnhoa Dot-Espinosa Manelle Inaho Célia Joseph-Noël Justine Lavit Lozéa Vilarino                       | 35.750 (4) | 30.250 (7) | 66.000 |
| 7                 | UKR Ucrânia Diana Baieva Alina Melnyk Mariia Vysochanska Valeriia Peremeta Kira Shyrykina                         | 36.550 (2) | 29.150 (8) | 65.700 |
| 8                 | UZB Uzbequistão Evelina Atalyants Shakhzoda Ibragimova Mumtozabonu Iskhokzoda Amaliya Mamedova Irodakhon Sadikova | 34.050 (8) | 30.450 (6) | 64.500 |